# 4750 Mukai
A 4750 Mukai (ideiglenes jelöléssel 1990 XC1) a Naprendszer kisbolygóövében található aszteroida. Fudzsii Tecuja és Vatanabe Kazuró fedezte fel 1990. december 15-én.